# Asnières-la-Giraud
Asnières-la-Giraud là một xã trong tỉnh Charente-Maritime Charente-Maritime trong vùng Nouvelle-Aquitaine, tây nam nước Pháp. Xã Asnières-la-Giraud nằm ở khu vực có độ cao trung bình 49 mét trên mực nước biển.